# La famiglia Brambilla in vacanza
La famiglia Brambilla in vacanza è un film del 1941 diretto da Carl Boese, considerato nello stile del Cinema dei telefoni bianchi.

## Trama
La signora Brambilla vagheggia per la propria figlia, fattasi signorina, un cosiddetto "buon partito" e pertanto osteggia irriducibilmente l'amore della fanciulla con un bravo ma non ricco giovane. Seguendo questa sua idea fissa, essa induce il marito a fare dei debiti per poter condurre la ragazza in una spiaggia di lusso, dove, a contatto con il gran mondo, essa spera di trovare il marito adatto per la figlia. La ragazza infatti trova ben presto un ammiratore di qualità, ma le intenzioni di costui non sono affatto lodevoli e la ragazza sta per cadere in un tranello. Grazie all'energico intervento del giovane che l'aveva seguita, il corteggiatore è messo fuori combattimento. Di fronte al fallimento del suo piano, la signora Brambilla si dà per vinta e consente ai due giovani di coronare il loro sogno.